# 中阿馬納 (愛荷華州)
中阿馬納（英語：Middle Amana）是位於美國愛荷華州愛荷華縣的一個人口普查指定地區。

## 人口
根據2010年美國人口普查的數據，中阿馬納的面積為2.74平方千米，當中陸地面積為2.74平方千米，而水域面積為0.00平方千米。當地共有人口581人，而人口密度為每平方千米212.04人。